# 利奥波德·埃亚尔茨
利奥波德·埃亚尔茨（1957年4月28日—）是法国第8位宇航员。

## 早年
1957年4月28日出生于法国比亚里茨，1979年毕业于普罗旺斯地区萨隆法国空军学院。1980年被分配到伊斯特爾空军基地美洲豹攻擊機操纵中队服役。1985年成为聖迪濟耶空军基地的空军中校。1988年毕业于法国试飞员学校，被分配到巴黎附近的奥尔日河畔布雷蒂尼试飞中心。主要驾驶幻影2000战斗机、阿爾法教練機、幻象3型戰鬥機、卡拉維爾客機和C-160运输机等飞机进行雷达设备测试。记录飞行时间超过3500小时。
1990年12月成为法國國家太空研究中心第三批宇航员，接受基础航天飞行训练。

## 第一次任务
他的第一次任务是作为EO-25任务短期考察员，和俄罗斯宇航员尼古拉·布达林、塔尔加特·穆萨巴耶夫乘坐联盟TM-27飞船前往和平号空间站执行任务。
1998年2月19日乘坐联盟TM-26飞船，和帕维尔·维诺格拉多夫和阿纳托利·索洛维约夫成功返回。

## 第二次任务
1998年8月加入欧空局宇航员支队，开始了第二期训练。
2008年2月7日，亚特兰蒂斯号航天飞机发射升空，将STS-122任务宇航员、远征16任务队员埃亚尔茨和欧洲空间局的哥伦布号实验舱送上了国际空间站。在成功完成哥伦布号实验舱的安装工作后，他在里面进行了首批科学实验：在一个迷你花园里种植了拟南芥，以帮助科学家了解庄稼如何在太空中生长。
美国东部时间2008年3月24日20时25分（协调世界时25日0时25分），埃亚尔茨坐上奋进号航天飞机脱离国际空间站，开始返航。

## 荣誉

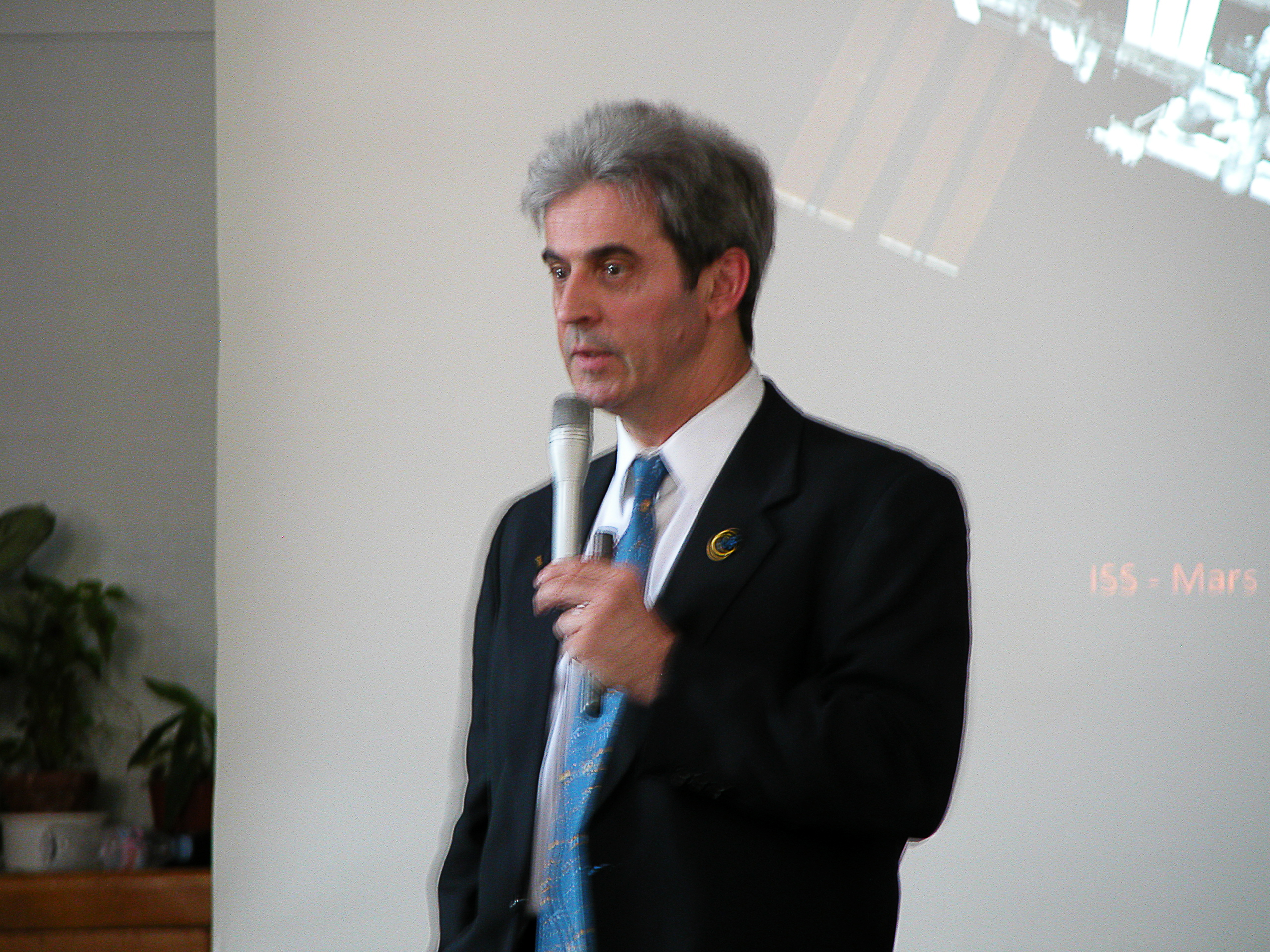
2009年在万塞讷的演讲

- 俄罗斯勇气勋章（1996年）[12]
- 俄罗斯友谊勋章（1996年）[12]
- 哈萨克斯坦二级友谊勋章（1998年）[13]
- 法国国家功勋勋章骑士勋位（1998年）[14]
- 法國榮譽軍團勳章骑士勋位（2000年）[15]
- 法國榮譽軍團勳章军官勋位（2004年）[15]
- 太空探索優異獎章（2011年）[16]